# Cimalaka (plaats)
Cimalaka is een bestuurslaag in het regentschap Sumedang van de provincie West-Java, Indonesië. Cimalaka telt 4509 inwoners (volkstelling 2010).